# Greengairs
Greengairs est un village situé dans le North Lanarkshire, en Écosse.